# El Viar
El Viar es una pedanía de Alcalá del Río, municipio de la provincia de Sevilla, Andalucía, España.

## Historia
La zona de cultivo de regadío del Viar quedó establecida por el Plan General de Colonización de 1950 como una superficie de 14 290 hectáreas entre el canal del Viar y los ríos Viar, Guadalquivir y Rivera de Huelva. El conjunto contaría con cuatro nuevas localidades para alojar a los labradores: Esquivel, San Ignacio del Viar, Torre de la Reina y El Viar del Caudillo (actualmente El Viar).
El Instituto Nacional de Colonización (INC) le encargó la construcción de la localidad a Pedro Castañeda Cagigas.
Siguiendo el estudio del alcalareño Gregorio García-Baquero López “La creación de pueblos de nueva planta [...] fue una labor característica del Instituto Nacional de Colonización”, reincide en la misma idea cuando señala “Instrumento fundamental de la colonización en la etapa posterior a la Guerra Civil fue el INC, cuyo objetivo, más que establecer nuevas poblaciones, consistía en ‘colonizar’ territorios, dando ocupación a una población con capacidades para ello. El instituto pretendía una intensificación de la producción en los terrenos que ya estaban siendo cultivados, mediante la racionalización de las explotaciones, fomentando la explotación intensiva de la pequeña y mediana propiedad”. En palabras de Severino Aznar “Nada hay que amarre tanto a la familia a la tierra como la propiedad de la misma. Es para ella lo que la raíz para el árbol”. Con este espíritu, la creación de estos nuevos pueblos, entre los que se encuentra El Viar, responde a un proyecto de colonización integral, que comprende la puesta en funcionamiento de extensas superficies de regadío donde anteriormente solo había cultivos de secano y el establecimiento de familias como unidades básicas colonizadoras.
El INC repartió las tierras puestas en regadío entre aquellas personas con experiencia como agricultores que tenían más necesidades. El perfil requerido era ser hombre casado, menor de 50 años, que supiera leer y escribir y que tuviera mayor número de hijos. Había dos tipologías: el colono y el obrero agrícola. Los colonos recibían un lote de tierra y una casa, que empezaban a pagar terminado el periodo de tutela. Los obreros agrícolas recibían una casa en régimen de alquiler y un huerto familiar de media hectárea que le sirviera para su consumo personal. El 24 de octubre de 1952 se abrió concurso de aspirantes a colonos en la zona regable del Viar entre residentes en el término de Alcalá del Río. En marzo de 1953 el INC entregó los lotes de la finca Albatán, que se encontraban en condiciones de iniciar su cultivo.

## Características
El pueblo responde al modelo cuadricular, quebrado casi en el centro, rompiendo así con un trazado ortogonal perfecto. Presenta fachada ajardinada que le sirve de acceso desde la carretera y un eje transversal constituido por la calle de la Iglesia, cortada casi perpendicularmente por la calle de las Artesanías y la calle de los Milagros.
En la zona principal del pueblo está la plaza de la Iglesia, en parte porticada. Junto a este lugar hay otra plaza de menor tamaño donde se encuentra el centro cívico.

## Población
Fueron los colonos que poblaron El Viar los que le dieron la vida y el sentido a este pueblo de nueva creación; en principio, al entregarse las tierras antes de estar terminado el pueblo, se construyeron barracones de una ínfima calidad entre Esquivel y éste. En septiembre de 1956 empezaron a llegar los primeros colonos a estos barracones, a los que se les daba una casa, una yegua y una vaca lechera. 
El INC repartió las tierras puestas en regadío entre personas con práctica como agricultores que estuvieran más necesitados, dentro de los seleccionados se diferencia entre los colonos y los obreros agrícolas. En su mayor parte las personas que llegaban procedían de otros municipios como Villaverde del Río, Mairena del Alcor, El Viso del Alcor, Alcalá del Río o Granada. El hecho de ser gente venida de distintos puntos, sin relaciones entre sí ni lazos al nuevo pueblo, no fue óbice para la buena relación entre todos, motivada, sin duda, por las dificultades en aquellos inicios, donde no había ni recursos ni medios, por lo que la amistad y la cordialidad entre todos los vecinos fue el mejor apoyo para solventar las carencias. Aunque desgraciadamente no a todo el mundo le fue bien en esta nueva aventura, emprendida lejos de sus lugares de origen, al no contar con una familia amplia como mano de obra o al no producir la tierra lo suficiente, es por ello por los que muchos de los colonos se veían obligados a trabajar además en cortijos cercanos como los de "Mudapelo" y "Pedro Espiga", o en los secaderos de tabaco colindantes al pueblo. 
En cantidades, la población de El Viar, al igual que el resto de pedanías alcalareñas, ha experimentado un descenso continuo (datos de 1966 a 1998 recogidos en el estudio de Gregorio García-Baquero), si bien este municipio es el que presenta una pérdida menos notoria de población (de un 2,5 %, frente al 21 % de Esquivel y el 18 % de San Ignacio del Viar), hubo momentos que se llegó a cotas de 584 habitantes (1986) comenzando a partir de este año a crecer tímidamente hasta nuestros días.

## Fiestas
El 15 de mayo se procesiona con la imagen San Isidro Labrador, patrón de los agricultores. El tercer domingo de septiembre se lleva en romería el estandarte de San Isidro Labrador por los alrededores del pueblo. El 12 de octubre se procesiona con la imagen de la Virgen del Pilar, patrona del municipio. El Sábado de Pasión se procesiona con un paso que porta al Cristo del Perdón y la Virgen del Amor. Estas imágenes religiosas se conservan en la iglesia de San Pío X.
Además el pueblo celebra su feria, la cabalgata de Reyes Magos, el Carnaval y las Candelarias.
El pueblo también organiza el Certamen de Bandas Rafael Rivera y el mercado medieval.